# Gabriella Willems
Gabriella Willems, född 1 juli 1997, är en belgisk judoutövare.

## Karriär
Vid olympiska sommarspelen 2024 i Paris tog Willems brons i 70 kg-klassen efter att ha besegrat nederländska Sanne van Dijke i bronsmatchen.